# Iďum
Iďum (rusky Идюм) je řeka v Chabarovském kraji a na jeho hranici s Jakutskou republikou v Rusku. Je dlouhá 317 km. Plocha povodí měří 9170 km².

## Průběh toku
Pramení ve východní části Stanového hřbetu. Teče na sever. Její tok je členitý a peřejnatý. V jejím povodí se nachází přibližně 1000 jezer. Ústí zprava do Algamy (povodí Aldanu).

### Přítoky
- zleva – Mulam
- zprava – Ďoss

## Vodní režim
Zdrojem vody jsou převážně dešťové a částečně i sněhové srážky.